# Нижнепрутский укреплённый район
86-й укреплённый район - Нижнепрутский (НПУР) — воинская часть в РККА Вооружённых Сил СССР до и во время Великой Отечественной войны.

## История
2 августа 1940 года провозглашена Молдавская Советская Социалистическая Республика.
С 7 июля 1940 постоянно дислоцировались в Бессарабии 176-я стрелковая дивизия в районе Сороки, Флорешты, Бельцы, 15-я моторизованная дивизия в районе Бендеры, Тирасполь, 9-я кавалерийская дивизия в районе Леово, Комрат, 25-я стрелковая дивизия в районе Кагул, Болград, 51-я стрелковая дивизия в районе Килия, Старая Сарата, Аккерман и управления 14-го и 35-го стрелковых корпусов соответственно в Болграде и Кишинёве. (Основание: директивы наркома обороны № 0/1/104584 командующий Южным фронтом генерал армии Г.К.Жуков издал директивы №№ 050–052)
На новой советско-румынской границе был заложен 86-й укреплённый район – Нижнепрутский. Фортификационные работы проводились в рамках приказа наркома обороны Маршала Советского Союза С.К. Тимошенко от 26 июня.
В 1941 году Нижнепрутский УР  имел фронт 77 км, глубину 5-6 км, 17 узлов обороны, строились 8 долговременных огневых сооружений, формировался 1 пулемётный батальон.
Государственную границу в южной части Молдавии прикрывали полки 9-й кавалерийской дивизии 2-го кавалерийского корпуса и 25-й стрелковой дивизии 14-го стрелкового корпуса. На южном участке района и строились укрепления 86-го Нижнепрутского УРа.
1 мая 1941 управление района находилось в г. Комрат Молдавская ССР.